# Classe Victory
La classe Victory è una classe di piccole corvette costruite per la marina militare della Repubblica di Singapore, dotate di una completa e miniaturizzata capacità ASW, antinave e antiaerea.

## Caratteristiche
Queste sei unità hanno un sistema di comando e controllo automatizzato, missili e siluri per ruoli difensivi e offensivi. Sono leggermente meno potenti delle corvette d'attacco malaysiane Laksamana (ex-irachene) rispetto alle quali hanno del resto anche un dislocamento leggermente inferiore e gli manca un CIWS, sostituito dal sistema missilistico a corto raggio Barak, ma hanno 2 missili in più antinave. Queste unità possono essere considerate una sorta di motocannoniere missilistiche aumentate di circa il 30-50% del dislocamento standard delle unità tale categoria che è di circa 300-400 tonnellate con un maggior raggio operativo, una minima suite di lotta antisommergibile, e una decente capacità antiaerea.
In pratica, un'evoluzione della capacità delle piccole navi, che diventano non solo mezzi antinave, ma hanno anche una capacità di comando e controllo e di lotta antisommergibile e scorta convogli.

## Costruzione
Le unità vennero ordinate nel 1983 ai cantieri tedeschi Fredrich Lürssen Werft di Brema dove venne costruita la prima unità, mentre le rimanenti cinque furono costruite su licenza a Singapore nei cantieri ST Marine. Queste unità, entrate in servizio tra il 1990 e il 1991, furono le prime della Angkatan Laut Republik Singapura ad avere capacità antisommergibile. Caratteristico è l'albero, imponente per navi di questa stazza, che ha dato problemi per l'eccessivo peso. Le sei unità sono inquadrate nella 188ª Squadriglia.

## Armamento
Notevole l'armamento, con un cannone 76/62mm Compatto OTO Melara, missili antinave Harpoon, missili SAM Barak di fabbricazione israeliana e sei tubi lanciasiluri in due impianti tripli per siluri leggeri da 324mm Eurotorp A-244S.

## Galleria d'immagini

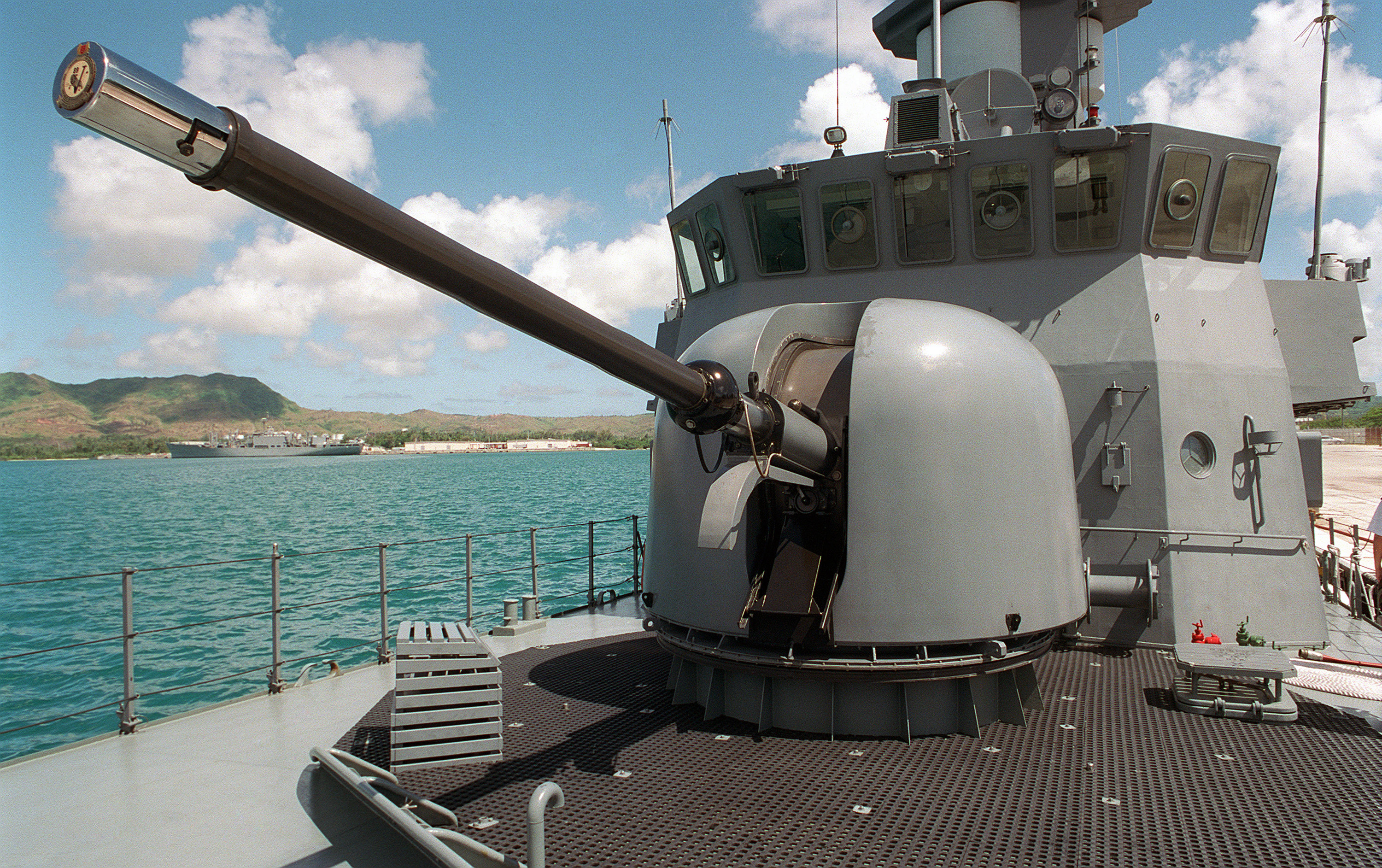
Il cannone OTO da 76/62mm Compatto della RSS Valour
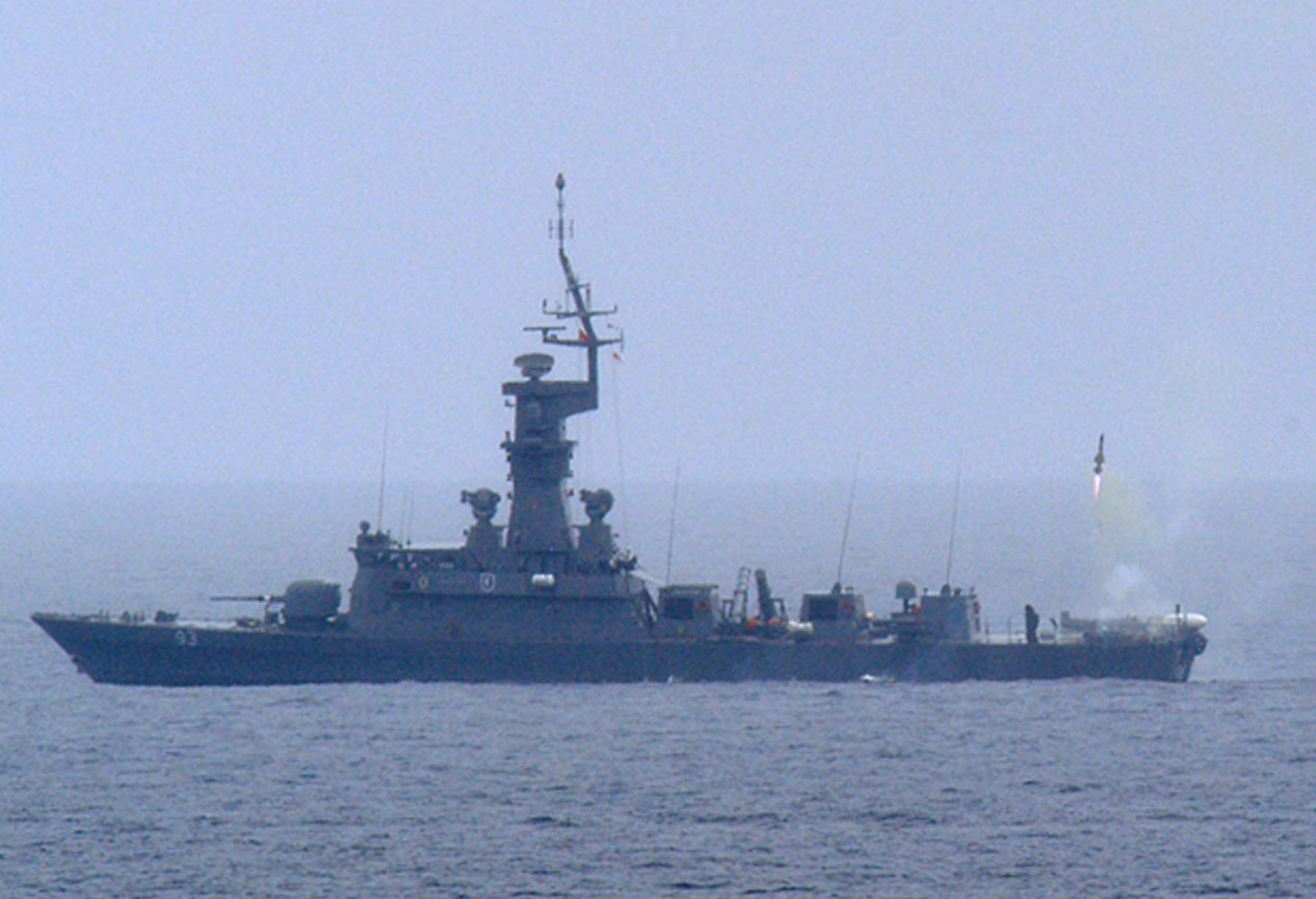
Lancio di missile Barak dalla RSS Vengeance

## Unità
| Nome          | sigla | varo             | entrata in servizio |
| ------------- | ----- | ---------------- | ------------------- |
| RSS Victory   | 88    | 8 giugno 1988    | 18 agosto 1990      |
| RSS Valour    | 89    | 10 dicembre 1988 | 18 agosto 1990      |
| RSS Vigilance | 90    | 27 aprile 1989   | 18 agosto 1990      |
| RSS Valiant   | 91    | 22 luglio 1989   | 25 maggio 1991      |
| RSS Vigour    | 92    | 1º dicembre 1989 | 25 maggio 1991      |
| RSS Vengeance | 93    | 23 dicembre 1990 | 25 maggio 1991      |